# 田中豊彦
田中 豊彦（たなか とよひこ、1952年（昭和27年）4月27日 - ）は、日本の政治家。千葉県茂原市長（4期）、千葉県議会議員（2期）を務めた。

## 来歴
千葉県茂原市出身。1971年（昭和46年）3月、千葉県立長生高等学校卒業。1976年（昭和51年）3月、早稲田大学商学部卒業。祖父の田中豊（元衆議院議員）が創業した鋼材卸販売会社「千葉興業」や食料品店「ゆたかストアー」の社長を務める。
2003年（平成15年）の千葉県議会議員選挙で初当選。2007年（平成19年）に再選。県議時代は自由民主党に所属した。
2008年（平成20年）4月27日に行われた茂原市長選挙に自民党・公明党・民主党・連合千葉の推薦を受けて出馬。元市議の竹本正明を破り初当選。投票率は48.60%だった。5月21日、市長就任。
2012年（平成24年）の市長選では民主党の推薦を受けて出馬。元市議の三橋弘明を破り再選。投票率は43.06%だった。
2016年（平成28年）、無投票で3選。
2020年（令和2年）の市長選では自民党の推薦を受け出馬。新人の河野健市を破り4期目となる当選を果たす。新型コロナウイルスの影響もあり投票率は37.34%だった。
2024年（令和6年）の市長選では前自民党千葉県議会議員の市原淳との一騎討ちとなり、自民党・公明党県支部は自主投票とした。田中陣営は森英介衆議院議員や連合千葉が支援した一方、市原陣営には石井準一・臼井正一両参議院議員や石破茂衆議院議員が応援に駆け付けた。保守系を中心に市議はほぼ二分する激しい保守分裂選挙となり、投開票の結果、市原に敗れ落選。